# Gösta Andersson
Gösta Andersson (Selånger, Suècia 1917 - Sundsvall 1975) fou un lluitador suec, guanyador de dues medalles olímpiques.
Va néixer el 15 de febrer de 1917 a la ciutat de Selånger, població situada al Comtat de Västernorrland. Va morir el 12 de setembre de 1975 a la seva residència de Sundsvall, població situada prop de l'anterior.
Va participar, als 31 anys, en els Jocs Olímpics d'Estiu de 1948 celebrats a Londres (Regne Unit), on va aconseguir guanyar la medalla d'or en la prova de pes welter de la lluita grecoromana. En els Jocs Olímpics d'Estiu de 1952 realitzats a Hèlsinki (Finlàndia) aconseguí guanyar la medalla de plata.
Al llarg de la seva carrera aconseguí guanyar una medalla en el Campionat del Món de lluita i dues medalles en el Campionat d'Europa.